# 4232 Aparicio
4232 Aparicio eller 1977 CD är en asteroid i huvudbältet som upptäcktes den 13 februari 1977 av Félix Aguilar-observatoriet. Den är uppkallad efter Emiliano P. Aparicio.
Asteroiden har en diameter på ungefär 3 kilometer och den tillhör asteroidgruppen Hungaria.